# Yun Jun-sik
Yun Jun-sik (ur. 9 sierpnia 1991) – południowokoreański zapaśnik walczący w stylu wolnym. Olimpijczyk z Rio de Janeiro 2016, gdzie zajął siedemnaste miejsce w kategorii 57 kg.
Trzynasty na mistrzostwach świata w 2017; czternasty w 2021. Zdobył brązowy medal na igrzyskach azjatyckich w 2014. Dziewiąty na mistrzostwach Azji w 2014. Mistrz Azji juniorów w 2011 roku.